# Meentygrannagh Bog SAC
Meentygrannagh Bog SAC este o arie protejată (arie specială de conservare — SAC, sit de importanță comunitară — SCI) din Irlanda întinsă pe o suprafață de 527,67 ha, integral pe uscat.

## Localizare
Centrul sitului Meentygrannagh Bog SAC este situat la coordonatele 54°54′01″N 7°58′39″W / 54.900305°N 7.977602°V.

## Înființare
Situl Meentygrannagh Bog SAC a fost declarat sit de importanță comunitară în noiembrie 1997 pentru a proteja 1 specie de plante. Situl a fost protejat și ca arie specială de conservare în septembrie 2019.

## Biodiversitate
Situată în ecoregiunea atlantică, aria protejată conține 3 habitate naturale: Turbării de acoperire (* exclusiv pentru turbării active), Mlaștini turboase de tranziție și turbării mișcătoare, Mlaștini alcaline.
La baza desemnării sitului se află o specie protejată de  plante: Hamatocaulis vernicosus.
Pe lângă speciile protejate, pe teritoriul sitului au mai fost identificate 3 specii de plante, 1 specie de păsări, 1 specie de amfibieni, 1 specie de mamifere.